# Ferenc Medgyessy
Ferenc Medgyessy (Debrecen, 1881 — Budapest, 1958) va ser un escultor i metge hongarès. Va viure a París i a Florència, on va estudiar les obres de Miquelàngel i l'Art etrusc. En la seva obra hi destaca un estil realista i classicista.